# Жданов, Роман Александрович
Рома́н Александрович Жда́нов (род. 30 июня 1998 года, Горно-Алтайск, Республика Алтай, Россия) — российский пловец — паралимпиец. Многократный чемпион и призёр чемпионатов мира, рекордсмен чемпионата мира, многократный призёр чемпионатов Европы. Мастер спорта России международного класса по плаванию среди спортсменов с поражением опорно-двигательного аппарата. Паралимпийский чемпион Токио 2020. Знаменосец Сборной страны на церемонии закрытия летних Паралимпийских игр 2020 года в Токио

## Биография
Родился 30 июня 1998 года в Горно-Алтайске с поражением опорно-двигательного аппарата. Имеет младшего брата Данила.
Начал заниматься плаванием в 14-летнем возрасте в бассейне спортивного комплекса «Заря». Первый тренер — Елена Александровна Соколова.
До 9-го класса учился в общеобразовательной школе № 10 в Горно-Алтайске, затем в школе № 18 города Бийска.
В профессиональном спорте — с 2013 года.
В 2014 году стал участником чемпионата Европы в Эйндховене, Нидерланды. Завоевал 4 бронзовых медали на дистанциях 50 м на спине (класс S5), 200 м в комплексе (класс SM5) и в двух эстафетах 4 по 50 м вольным стилем и в комплексе.
На Всемирных играх — 2015 в Сочи удостоился четырёх золотых медалей.
На чемпионате мира в Глазго победил на дистанциях 50 м на спине в классе S4 и 150 м в комплексе в классе SM4. Завоевал серебряные медали на дистанциях 100 м и 200 м вольным стилем в классе S4. На эстафете 4 по 50 м российские пловцы стали третьими.
На Кубок России по плаванию среди спортсменов с поражением опорно-двигательного аппарата Жданов отправился в составе команды пловцов из Бийска. Алтайские спортсмены завоевали 7 медалей, 4 из них были на счету Романа.
На мировом первенстве в Лондоне завоевал 2 золота и 2 бронзы.
В 2021 году выступил на Паралимпийских играх в Токио. Он выиграл заплыв 50 м брассом, установив новый мировой рекорд — 46,49 с. Дистанцию 150 м в комплексе преодолел за 2 мин 12,17 с, побив своё собственное достижение, установленное в мае 2021 года. На дистанциях 100 и 200 м вольным стилем пришёл к финишу третьим. Завершил соревнования своим третьим золотом — на дистанции 50 м на спине.
В 2024 году стал чемпионом Паралимпийских игр в Париже в комплексном плавании на дистанции 150 метров и заплыве на 50 метров на спине, а также завоевал две серебряные медали.
Проживает в Бийске, по-прежнему тренируется под руководством Елены Соколовой.

## Личная жизнь
Супруга — Виктория (род. 1986).

## Достижения
- 2014 — Бронзовый призёр чемпионата Европы в плавании 50 м на спине
- 2014 — Бронзовый призёр чемпионата Европы в плавании 200 м в комплексе
- 2014 — Бронзовый призёр чемпионата Европы в эстафете
- 2014 — Бронзовый призёр чемпионата Европы в комплексной эстафете
- 2015 — Победитель Всемирных игр в плавании 200 м вольным стилем
- 2015 — Победитель Всемирных игр в плавании 150 м в комплексе
- 2015 — Победитель Всемирных игр в плавании 50 м вольным стилем
- 2015 — Победитель Всемирных игр в плавании 50 м на спине
- 2015 — Серебряный призёр чемпионата мира в плавании 100 м вольным стилем
- 2015 — Серебряный призёр чемпионата мира в плавании 200 м вольным стилем
- 2015 — Победитель чемпионата мира в плавании 50 м на спине
- 2015, 2019 — Победитель чемпионата мира в плавании 150 м в комплексе
- 2015, 2019 — Бронзовый призёр чемпионата мира в смешанной эстафете
- 2019 — Победитель чемпионата мира в плавании 100 м вольным стилем
- 2019 — Бронзовый призёр чемпионата мира в плавании 50 м на спине
- 2021 — Победитель Паралимпийских игр в плавании 50 м брассом
- 2021 — Победитель Паралимпийских игр в плавании 50 м на спине
- 2021 — Победитель Паралимпийских игр в плавании 150 м в комплексе
- 2021 — Бронзовый призёр Паралимпийских игр в плавании 100 м вольным стилем
- 2021 — Бронзовый призёр Паралимпийских игр в плавании 200 м вольным стилем
- 2024 — Победитель паралимпийских игр в Париже в комплексном плавании 150 м в категории SM4[4].

## Награды и звания
- Орден Почёта (21 октября 2024 года) — за большой вклад в развитие отечественного спорта, высокие спортивные достижения, волю к победе, стойкость и целеустремлённость, проявленные на XVII Паралимпийских летних играх 2024 года в городе Париже (Франция)[5].
- Орден Дружбы (2021) — за большой вклад в развитие отечественного спорта, высокие спортивные достижения, волю к победе, стойкость и целеустремленность[6].
- Почётная грамота Президента Российской Федерации (2016) — за большой вклад в развитие физической культуры и спорта, высокие спортивные достижения[7].
- Мастер спорта России международного класса (2015)[8].
- Заслуженный мастер спорта России (2017)[9].
- Почётный гражданин города Бийска (2021)[10].
- Национальная спортивная премия 2024 в номинации «Преодоление» — «Лучший спортсмен»[11].
- Премия «Возвращение в жизнь» в номинации «Что наша жизнь? — Борьба!» (2025)[12]